# Стельмах Леся Михайлівна
Леся Михайлівна Стельмах (10 лютого 1947, село Михайлевичі, тепер Самбірського району Львівської області) — українська радянська діячка, телятниця колгоспу «Маяк» Самбірського району Львівської області. Депутат Верховної Ради УРСР 9-го скликання.

## Біографія
Народилася в селянській родині. Освіта неповна середня.
З 1962 року — доярка, з 1964 року — телятниця, оператор по вирощуванню племінного молодняка великої рогатої худоби колгоспу «Маяк» («Ленінець») села Михайлевичі Самбірського району Львівської області.
Член КПРС.
Потім — на пенсії в селі Михайлевичі Самбірського району Львівської області.

## Нагороди
- орден Трудового Червоного Прапора
- орден Трудової Слави І ст.
- орден Трудової Слави ІІ ст.
- орден Трудової Слави ІІІ ст.
- медалі